# Predator 2
Predator 2 − amerykański film science-fiction z 1990 roku w reżyserii Stephena Hopkinsa. Sequel filmu Predator.
W Polsce był na ósmym miejscu najbardziej dochodowych filmów w kinach w 1991 roku.

## Obsada
- Danny Glover jako porucznik Mike Harrigan
- Gary Busey jako agent Peter Keyes
- Bill Paxton jako detektyw Jerry Lambert
- Robert Davi jako kapitan Phil Heinemann
- Rubén Blades jako detektyw Danny Archuleta
- Maria Conchita Alonso jako detektyw Leona Cantrell
- Adam Baldwin jako Garber
- Calvin Lockhart jako król Willie
- Kevin Peter Hall jako Predator

## Fabuła
W roku 1997 ulice Los Angeles zostają opanowane przez nawzajem zwalczające się gangi. Po jednej ze strzelanin z policją oddział świetnie uzbrojonych i zorganizowanych kolumbijskich handlarzy narkotyków barykaduje się w pobliskim magazynie. Po chwili rozlegają się odgłosy walki, a gdy policja wkracza do budynku, okazuje się, że tylko jeden z gangsterów został przy życiu. Przerażony ucieka, a strzelając na oślep i ignorując wezwania do poddania się, wkrótce ginie od kul stróżów prawa. Chwilę później na miejscu zjawia się w czarnych helikopterach dziwna grupa ludzi, dowodzona przez agenta Petera Keyesa, która usuwa wszystkich z budynku. Podejrzenia o tę masakrę padają na konkurencyjny gang Jamajczyków, do czasu, aż kilku z nich nie zostanie znalezionych martwych i obdartych ze skóry.
Porucznik Mike Harrigan, pomimo zakazu szefa, postanawia wziąć sprawy w swoje ręce. Nocą odwiedza samozwańczego Króla Jamajczyków − Williego. Następnego dnia Król zostaje znaleziony martwy. Przez dociekliwość Harrigana ginie także jego przyjaciel. Odtąd Harrigan robi wszystko, aby złapać tajemniczego mordercę. Wkrótce niewidoczny morderca atakuje pociąg, w którym wszyscy ludzie są uzbrojeni. Przy życiu zostaje tylko ciężarna policjantka Leona. Harrigan zjawia się na miejscu, ścigając antagonistę.
Zapada noc. Harrigan trafia do siedziby FBI, tam agenci wyjawiają mu, że tajemniczym mordercą jest kosmita, który przybył na Ziemię, by zapolować na ludzi. Jest niewidoczny, ponieważ znajduje się w posiadaniu urządzenia załamującego światło. Agenci FBI podchodzą bestię w masarni. Predator, który staje się widoczny, zabija wszystkich. W końcu dochodzi do starcia między Harriganem a tytułową bestią. Policjantowi udaje się postrzelić kilkakrotnie łowcę. Gdy ten leży nieprzytomny, Mike zdejmuje mu maskę. Wtedy potwór odzyskuje przytomność. Na miejscu zjawia się szef FBI, Peter Keyes, lecz, niestety, chwilę później ginie, zabity od rzutu dysku. Predator ściga Harrigana po całym budynku. Ostatecznie policjant dociera do kryjówki przeciwnika, gdzie odnajduje liczne trofea myśliwskie (w tym czaszkę Xenomorpha). Wkrótce zjawia się tam i Predator, który ginie jednak, gdy Harrigan przebija mu pierś dyskiem. Na miejscu zjawiają się inni Predatorzy. Zabierają oni martwe ciało swego kolegi, po czym odchodzą. Kryjówka jest statkiem, który odlatuje. Harriganowi zostaje podarowany pistolet skałkowy z XVIII wieku.

## Tło powstania filmu
Kontynuacja Predatora dostała zielone światło w momencie, gdy seria komiksowa Predator Dark Horse Comics, kontynuująca wątki z pierwszego filmu, odniosła sukces na rynku. Scenarzysta komiksu Mark Verheiden w 2016 roku opowiadał:
Przeprowadziłem się z Portland do Los Angeles na początku lat 80. z zamiarem pracy w przemyśle filmowym, ale szybko odkryłem, że trudno o pierwsze poważne zlecenie. (...) Byłem więc bardzo zaskoczony, kiedy skontaktował się ze mną Joel Silver, producent filmu Predator. Właśnie opublikowano pierwszą część komiksu, historia spodobała mu się i zdecydował, że chciałby, żebym omówił fabułę z Jimem i Johnem Thomasem, scenarzystami pierwszego fimu. Udałem się więc na moje pierwsze spotkanie z dużym producentem, w prawdziwym studiu filmowym i przedstawiłem im dalszy ciąg historii. Część pomysłów, szczególnie pomysł przeniesienia akcji do dużego miasta i starcie w metrze, zostały zaadaptowane na planie filmowym Predatora 2.
Za miejsce akcji obrano Los Angeles, w którym były wojny gangów i upały, co stanowiło idealne miejsce jako potencjalne łowisko dla Predatora. Głównym zamierzeniem było rozszerzenie mitologii Predatorów, ukazując ich jako istoty przybywające na planety od wieków na polowania.
Producent Joel Silver wybrał za stanowisko reżysera Stephena Hopkinsa, który zainteresował się filmem podczas reżyserowania Koszmar z ulicy Wiązów V: Dziecko snów. Hopkins dołączył do produkcji nim ukończono scenariusz i ściśle współpracował z braćmi Thomas ws. poprawek skryptu i storyboardów. Silver zatrudnił też współpracujących z nim przy Zabójczej broni Danny’ego Glovera i Gary’ego Buseya. Pierwotnie miał powrócić Dutch z pierwszego filmu jako agent FBI, jednak grającemu go Arnoldowi Schwarzeneggerowi nie spodobał się pomysł na sequel i zrezygnował z jego udziału. Postać Dutcha zastąpiono agentem Keyesem.
Scenarzyści uznali, by umieścić Predatora 2 dziesięć lat po wydarzeniach z pierwszym filmu, umieszczając w przyszłości, tj. 1997, tworząc na jego potrzeby nowe technologie video i wówczas nieistniejącą linię metra w Los Angeles (the Los Angeles Metro Rail zaczęło operować w momencie, gdy film miał premierę kinową).
MPAA wstępnie dało Predatorowi 2 kategorię NC-17, jednak w wyniku cięć przez studio film ostatecznie dostał kategorię R.

## Opinie
Film zyskał głównie negatywne opinie krytyków filmowych. Jedną z korzystniejszych recenzji (paradoksalnie, recenzję neutralną) napisał Roger Ebert, który w skali od zera do czterech „gwiazdek”, wycenił film na .